# 10131 Stånga
10131 Stånga
10131 Stånga là một tiểu hành tinh vành đai chính với chu kỳ quỹ đạo là 1275.9876596 ngày (3.49 năm).
Nó được phát hiện ngày 21 tháng 3 năm 1993.
The asteroid được đặt tên sau tên Stånga, a town in Sweden.